# Селатан-Тимур
Селатан-Тимур или Югоизточни острови е общото название на 3 групи острови (Ару, Кай и Танимбар), разположени югозападно от Нова Гвинея, в състава на Индонезия. Общата им площ възлиза на 13 143 km². На юг и изток бреговете на островите се мият от водите на Арафурско море, а на запад – от водите на море Банда.
На югозапад е групата острови Танимбар с площ 5430 km². Те включват 65 острова, най-големи от които са Ямдена (2981 km²) и Селару (775 km²).
На север са групата острови Кай с площ 1286 km². Те включват 47 острова, най-големи от които са Кай-Бесар (550 km²) и Кай-Кечил (399 km²).
На изток са групата острови Ару с площ 6427 km². Те включват 95 острова, най-големи от които са Транган (2149 km²), Коброор (1723 km²), Танабесар (Вокам 1604 km²) и Майкоор (398 km²).
Релефът и на трите групи острови е предимно равнинен, с изключение на остров Кай-Бесар, където максималната височина достига до 1472 m. Покрити са с влажни вечнозелени гори. Местното население наброява около 220 000 души (2020 г.) и се занимава с тропично земеделие и риболов.